# Garlin (Pyrénées-Atlantiques)
Garlin település Franciaországban, Pyrénées-Atlantiques megyében. Lakosainak száma 1331 fő (2022. január 1.). Garlin Lauret, Miramont-Sensacq, Sarron, Baliracq-Maumusson, Boueilh-Boueilho-Lasque, Castetpugon, Moncla, Ribarrouy és Taron-Sadirac-Viellenave községekkel határos.

## Népesség
A település népességének változása:
| Lakosok száma | 1397 | 1405 | 1439 | 1387 | 1371 | 1356 | 1351 | 1341 | 1331 |
|               | 2013 | 2015 | 2016 | 2017 | 2018 | 2019 | 2020 | 2021 | 2022 |